# Bairuopu
Bairuopu (kinesiska: 白箬铺, 白箬铺镇) är en köping i Kina. Den ligger i provinsen Hunan, i den södra delen av landet, omkring 17 kilometer väster om provinshuvudstaden Changsha. Antalet invånare är 38 818. Befolkningen består av 18 923 kvinnor och 19 895 män. Barn under 15 år utgör 15,0 %, vuxna 15-64 år 73 %, och äldre över 65 år 10,0 %.
Runt Bairuopu är det tätbefolkat, med 442 invånare per kvadratkilometer. Närmaste större samhälle är Changsha, 16,7 km öster om Bairuopu. Trakten runt Bairuopu består till största delen av jordbruksmark.
Genomsnittlig årsnederbörd är 1 710 millimeter. Den regnigaste månaden är maj, med i genomsnitt 305 mm nederbörd, och den torraste är oktober, med 46 mm nederbörd.